# 葉山町消防本部

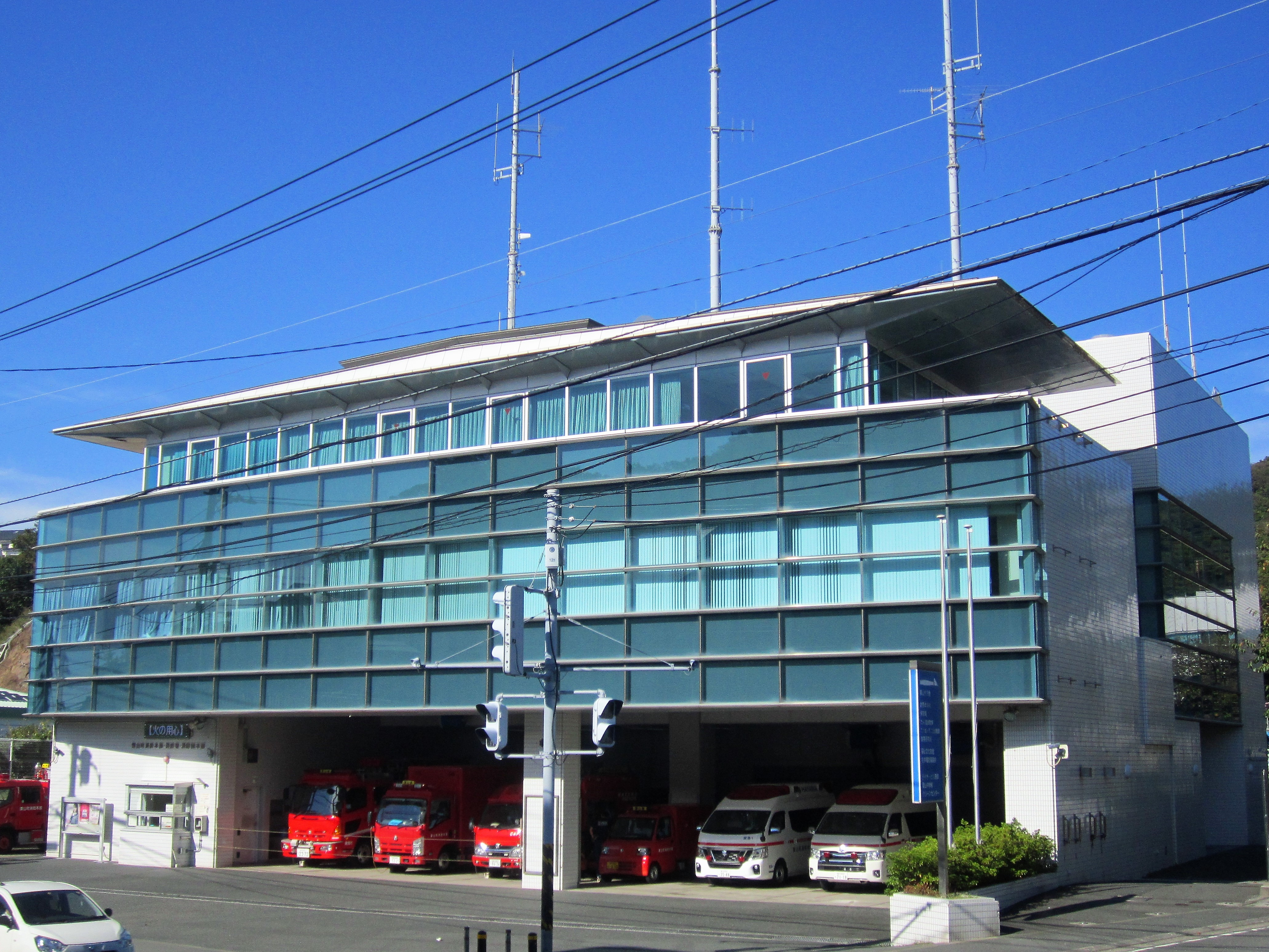
葉山町消防本部

葉山町消防本部（はやままちしょうぼうほんぶ）は、神奈川県三浦郡葉山町の消防部局（消防本部）。管轄区域は葉山町全域。

## 概要
- 消防本部：三浦郡葉山町堀内2050
- 管内面積：17.06km²
- 職員定数：47人
- 消防署1カ所
- 主力機械（2020年4月1日）
- 指揮車：1
- 消防ポンプ自動車：2
- 救助工作車：1
- 機動積載車：1
- 高規格救急車：3
- 機動車：1
- 資材搬送車：2

## 沿革
- 1968年3月29日　葉山町消防本部を開設する。
- 1970年4月1日　葉山町消防署を開設する。

## 組織
- 本部－消防総務課
- 消防署－第1警備隊、第2警備隊、第3警備隊

## 消防署
| 消防署       | 住所     | 分署 |
| ------------ | -------- | ---- |
| 葉山町消防署 | 堀内2050 | なし |